# Gail Goodrich
Gail Charles Goodrich jr. (Los Angeles, 23 aprile 1943) è un ex cestista statunitense, professionista nella NBA.

## Carriera

### High school e college
Nato a Los Angeles, Goodrich è stato il capitano della squadra di pallacanestro della John H. Francis Polytechnic High School che ha dominato il campionato liceale di Los Angeles nel 1961.
Ha frequentato la Università della California, Los Angeles (UCLA), dove ha concluso come miglior marcatore di sempre della scuola e ha disputato i primi due campionati nazionali nel 1964 e nel 1965. È stato due volte All-America e ha vinto il premio di miglior giocatore dell'anno della Helms Foundation (insieme a Bill Bradley da Princeton) nel 1965.
Nel 1965 segna nella finale NCAA 42 punti permettendo a UCLA di battere la favorita Michigan. Questo record è durato fino al 1973 quando Bill Walton ha segnato 44 punti nella finale contro Memphis State ed è stato fino al 2007 il secondo punteggio totale più alto mai segnato. Mentre era a UCLA Goodrich è stato anche membro della Confraternita Beta Theta Pi.

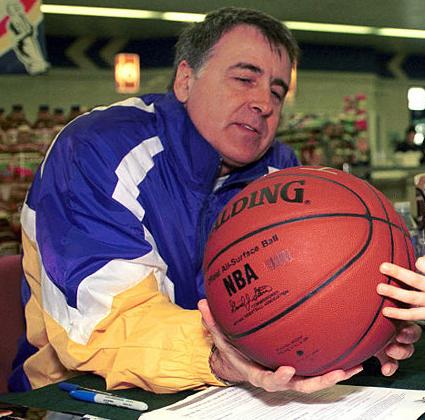
Goodrich nel 2001

Goodrich ha dichiarato che aveva inizialmente deciso di frequentare la Università della California del sud (USC), dove suo padre era stato stella della squadra, ma che John Wooden, allenatore di UCLA, aveva dimostrato molto più interesse nei confronti di Goodrich rispetto a USC. Come molte squadre di Division I, USC era titubante a causa della statura di Goodrich. Era alto solo 1,73 m nel suo primo anno al liceo e anche la sua altezza massima di 1,85 m era bassa per gli standard della pallacanestro universitaria. Era soprannominato dai suoi compagni di squadra "Stumpy" (tozzo).
Tenace e ardente, Goodrich usava eccellenti doti di gestione della palla e un'eccellente visione di gioco per condurre due delle squadre più di successo nella storia della pallacanestro. La guardia matricola mancina era il miglior marcatore della squadra. Ha chiuso con una media di 21,5 punti a partita guidando gli UCLA Bruins a un bilancio di 30-0 nel 1963-64 per poi vincere il suo primo titolo NCAA. Goodrich e Keith Erickson erano gli unici titolari non matricole della squadra che ha vinto il primo titolo nazionale di UCLA nel 1964. Nel suo ultimo anno ha mantenuto una media di 24,6 punti a partita e i Bruins hanno vinto il loro secondo titolo nazionale. A UCLA Goodrich a contribuito a realizzare un bilancio di 78-11 in tre anni. In entrambe le stagioni Goodrich è stato selezionato per l'All-Star delle semifinali e ha chiuso come capocannoniere di tutti i tempi di UCLA (1690 punti).

### NBA
Nonostante molti credessero che fosse piccolo per l'NCAA e troppo fragile per l'NBA, Goodrich, grazie a perseveranza e disciplina, ha dimostrato a chi dubitava di lui che si sbagliava. Goodrich era soprannominato "Stumpy" ("tozzo"), soprannome a lui conferito dal compagno di squadra Elgin Baylor, a causa della sua altezza.
Nel 1968 i Los Angeles Lakers perdono Goodrich al draft di espansione in favore dei Phoenix Suns, egli diventa ben presto la stella della nuova squadra e l'idolo dei tifosi. Con un inizio a tempo pieno per la prima volta nella sua carriera NBA nel 1968-69, Goodrich mantiene una media di 23,8 punti a partita, sesto in campionato e primo nella sua squadra. Sorprende inoltre chi lo aveva etichettato come un tiratore classificandosi settimo negli assist, con una media di 6,4 a partita, venendo anche convocato per l'All-Star Game 1969. Nel 1969-70 Goodrich ottiene una media di 20,0 punti e 7,5 assist (entrambi il massimo nella sua squadra). A fine stagione viene ceduto ai Los Angeles Lakers in cambio di Mel Counts.
Nel 1971-72 ha portato i Lakers a un bilancio di 69-13 e al titolo NBA, nonché ad un record di 33 vittorie consecutive. Giocando con i futuri Hall of Fame Wilt Chamberlain e Jerry West, al miglior punteggio nel 1971-72, 1972-73, 1973-74 e 1974-75 e l'allenatore Bill Sharman disse: "Goodrich è solo un grande giocatore offensivo". Dalla stagione 1968-1969 alla stagione 1974-75 ha mantenuto una media di 22,4 punti a partita, tra le migliori in NBA in quel periodo, ma anche una media di più di 5 assist a partita.
La stagione 1973-74 è la migliore della sua carriera. Viene inserito nella prima squadra All-NBA e viene convocato ancora una volta per l'All-Star Game. Ha segnato più di 2000 punti con una media di 22,5 a partita (quarto in campionato per punteggio), guidando la classifica di tiri liberi realizzati e tentati. Nel 1973-74 ha guadagnato per la seconda volta 180.000 dollari a stagione.
Goodrich, allora trentunenne, ha perso circa 10 libbre (4,5 kg) per la stagione 1974-75, dichiarando: "Ho deciso prima di questa stagione di perdere 10 libbre per tornare al mio peso dell'università di 172 libbre... Sono sicuro che mi aiuterà per la mia velocità e la mia resistenza". Goodrich ha guidato i Los Angeles Lakers con una media di 22,6 punti a partita.
Goodrich resistette nell'autunno del 1975, perdendo le prime 4 partite e mettendo in atto l'opzione del suo contratto che gli permetteva di diventare free agent la stagione successiva. Nella stagione 1975-76 cambia ruolo, passando da guardia a playmaker, scambiandosi di ruolo con Lucius Allen. Goodrich aveva giocato in un ruolo simile con i Suns, ma durante la sua militanza con Jerry West, ha giocato come guardia. Ironia della sorte, Allen ha giocato come guardia insieme a Oscar Robertson nei Milwaukee Bucks campioni NBA. Entrambi avevano quindi familiarità con i ruoli. Secondo un giornale di Long Beach lo scambio di ruoli aveva funzionato e "Ha fatto meraviglie per i Lakers in calo". Durante la stessa stagione i Lakers ingaggiano come centro Kareem Abdul-Jabbar al posto di Elmore Smith.
Il 6 agosto 1976 Goodrich firma un contratto di tre anni a 1,4 milioni di dollari con i New Orleans Jazz, collaborando in regia con Pete Maravich. All'inizio della stagione 1976-77 ha subito una lesione al tallone d'Achille che ha richiesto un intervento chirurgico. Nel gennaio 1977 ha intentato causa contro i Lakers che erano in debito di 150.000 dollari dei 275.000 di salario della stagione 1975-76 a causa di alcune multe per non aver preso parte al training camp, la pre-stagione e alcune partite di stagione regolare. L'azione legale ha chiesto anche 75.000 dollari di risarcimento, in quanto le multe erano una "violazione del contratto". Si è ristabilito dall'infortunio alla gamba e ha sostenuto una dura preparazione per la stagione 1977-78, che è stata redditizia, vista la media di 16,1 punti e una percentuale di tiro dal campo del 49,5%, la migliore in carriera per una guardia di 34 anni.
Ha giocato la sua ultima stagione nel stagione 1978-79, la 14º della sua carriera. Chiude la stagione con 12,7 punti di media, ritirandosi dopo aver segnato 19.181 punti in carriera.
Il suo impatto sui Lakers si è esteso ben oltre i 6 anni di militanza. Quando ha firmato con i Jazz nel 1976, per le regole della lega, i Lakers avrebbero dovuto ottenere un risarcimento per aver perso un veterano free agent. I Lakers e i Jazz si accordarono per cedere la scelte più alta di New Orleans al draft 1979 (oltre a due prime scelte nel 1977 e nel 1978 e a una seconda scelta). Quando i Jazz chiusero la stagione 1978-79 con il peggior bilancio NBA, i Lakers erano eleggibili per una delle prime due scelte al draft. Fino al 1985 le due squadre con il peggior bilancio NBA tiravano una moneta per stabilire chi avesse diritto alla prima scelta. I Lakers vinsero contro i Chicago Bulls e selezionarono Magic Johnson. Con le altre prime scelte selezionarono nel 1977 Kenny Carr e cedettero quella del 1978 ai Boston Celtics, che selezionarono Freeman Williams.
Durante la sua carriera Goodrich ha ricevuto cinque convocazioni per l'All-Star Game ed è stato All-NBA nel 1973-1974. È ancora oggi il terzo miglior marcatore mancino nella storia NBA. Al momento del suo ritiro Goodrich era 11º di tutti i tempi nel punteggio e 10º di tutti i tempi negli assist.
Goodrich è tra i migliori dei Lakers in numerose categorie, tra le quali punti totali (6º con 13.044), assist (7º con 2.863), tiri liberi realizzati (7º con 2.830) e partite giocate (9º con 687).

## Dopo il ritiro
Il 20 novembre 1996 i Lakers hanno ritirato la sua maglia numero 25. Il 18 dicembre 2004 UCLA fece lo stesso. Al liceo portava la maglia numero 12, anch'essa ritirata dalla Polytechnic High School.
Nel 1980 era stato uno dei candidati, insieme a Paul Silas e Bob Weiss, per il ruolo di allenatore dei Los Angeles Clippers.
Dopo il suo ritiro si è stabilito con la sua famiglia a Greenwich (Connecticut). Goodrich è poi diventato dirigente in una società di gestione di campi da golf e lavora come opinionista per NBA TV.

## Statistiche

### NBA

#### Regular Season
| Anno       | Squadra      | PG    | PT | MP   | TC%  | 3P% | TL%  | RP  | AP  | PRP | SP  | PP   |
| ---------- | ------------ | ----- | -- | ---- | ---- | --- | ---- | --- | --- | --- | --- | ---- |
| 1965-1966  | L.A. Lakers  | 65    | -  | 15,5 | 40,4 | -   | 69,1 | 2,0 | 1,6 | -   | -   | 7,8  |
| 1966-1967  | L.A. Lakers  | 77    | -  | 23,1 | 45,4 | -   | 75,1 | 3,3 | 2,7 | -   | -   | 12,4 |
| 1967-1968  | L.A. Lakers  | 79    | -  | 26,0 | 48,6 | -   | 77,0 | 2,5 | 2,6 | -   | -   | 13,8 |
| 1968-1969  | Phoenix Suns | 81    | -  | 40,0 | 41,1 | -   | 74,7 | 5,4 | 6,4 | -   | -   | 23,8 |
| 1969-1970  | Phoenix Suns | 81    | -  | 39,9 | 45,4 | -   | 80,8 | 4,2 | 7,5 | -   | -   | 20,0 |
| 1970-1971  | L.A. Lakers  | 79    | -  | 35,5 | 47,5 | -   | 77,0 | 3,3 | 4,8 | -   | -   | 17,5 |
| 1971-1972† | L.A. Lakers  | 82    | -  | 37,1 | 48,7 | -   | 85,0 | 3,6 | 4,5 | -   | -   | 25,9 |
| 1972-1973  | L.A. Lakers  | 76    | -  | 35,5 | 46,4 | -   | 84,0 | 3,5 | 4,4 | -   | -   | 23,9 |
| 1973-1974  | L.A. Lakers  | 82    | -  | 37,3 | 44,2 | -   | 86,4 | 3,0 | 5,2 | 1,5 | 0,1 | 25,3 |
| 1974-1975  | L.A. Lakers  | 72    | -  | 37,1 | 45,9 | -   | 84,1 | 3,0 | 5,8 | 1,4 | 0,1 | 22,6 |
| 1975-1976  | L.A. Lakers  | 75    | -  | 35,3 | 44,1 | -   | 84,7 | 2,9 | 5,6 | 1,6 | 0,2 | 19,5 |
| 1976-1977  | Utah Jazz    | 27    | -  | 22,6 | 44,6 | -   | 80,0 | 2,3 | 2,7 | 0,8 | 0,1 | 12,6 |
| 1977-1978  | Utah Jazz    | 81    | -  | 31,5 | 49,5 | -   | 79,5 | 2,2 | 4,8 | 1,0 | 0,3 | 16,1 |
| 1978-1979  | Utah Jazz    | 74    | -  | 28,8 | 44,9 | -   | 85,3 | 2,5 | 4,8 | 1,2 | 0,2 | 12,7 |
| Carriera   | Carriera     | 1.031 | -  | 32,5 | 45,6 | -   | 80,7 | 3,2 | 4,7 | 1,3 | 0,2 | 18,6 |

#### Playoffs
| Anno     | Squadra      | PG | PT | MP   | TC%  | 3P% | TL%  | RP  | AP  | PRP | SP  | PP   |
| -------- | ------------ | -- | -- | ---- | ---- | --- | ---- | --- | --- | --- | --- | ---- |
| 1966     | L.A. Lakers  | 11 | -  | 26,4 | 46,7 | -   | 67,4 | 3,8 | 3,0 | -   | -   | 10,5 |
| 1967     | L.A. Lakers  | 3  | -  | 27,0 | 35,5 | -   | 61,1 | 3,0 | 3,3 | -   | -   | 11,0 |
| 1968     | L.A. Lakers  | 10 | -  | 10,0 | 48,9 | -   | 77,8 | 1,4 | 1,4 | -   | -   | 6,0  |
| 1970     | Phoenix Suns | 7  | -  | 37,9 | 47,5 | -   | 85,7 | 4,6 | 5,4 | -   | -   | 20,3 |
| 1971     | L.A. Lakers  | 12 | -  | 43,2 | 42,5 | -   | 84,1 | 3,2 | 7,6 | -   | -   | 25,4 |
| 1972†    | L.A. Lakers  | 15 | -  | 38,3 | 44,5 | -   | 89,8 | 2,5 | 3,3 | -   | -   | 23,8 |
| 1973     | L.A. Lakers  | 17 | -  | 35,5 | 44,8 | -   | 78,5 | 3,6 | 3,9 | -   | -   | 20,0 |
| 1974     | L.A. Lakers  | 5  | -  | 37,8 | 38,9 | -   | 84,8 | 3,2 | 6,0 | 1,4 | 0,2 | 19,6 |
| Carriera | Carriera     | 80 | -  | 32,8 | 44,2 | -   | 81,9 | 3,1 | 4,2 | 1,4 | 0,2 | 18,1 |

## Palmarès
- 2 volte campione NCAA (1964, 1965)
- NCAA AP All-America First Team (1965)
- Campionato NBA: 1

Los Angeles Lakers: 1972
- All-NBA First Team (1974)
- 5 volte NBA All-Star (1969, 1972, 1973, 1974, 1975)
- La sua maglia n. 25 è stata ritirata dai Los Angeles Lakers il 20 novembre 1996